# ورقة 10 جنيه إسترليني بنك اسكتلندا
ورقة 10 جنيه إسترليني بنك اسكتلندا والمعروفة أيضًا بشكل غير رسمي باسم tenner هي ثاني أصغر فئة من الأوراق النقدية التي يصدرها بنك اسكتلندا. ورقة البوليمر الحالية أصدرت في عام 2017 على وجه الورقة صورة والتر سكوت، على الظهر Glenfinnan Viaduct.

## التاريخ
بدأ البنك الملكي الاسكتلندي بإصدر ورقة 10 جنيه إسترليني في عام 1695 في نفس العام الذي أسس فيه البنك. كانت الأوراق النقدية المبكرة أحادية اللون وتُطبع على جانب واحد فقط. نظم قانون الأوراق النقدية (اسكتلندا) لعام 1845 إصدار البنوك الاسكتلندية الأوراق النقدية حتى استبدل بقانون البنوك لعام 2009. الأوراق النقدية الاسكتلندية هي عملة قانونية مقبولة بشكل عام في جميع أنحاء المملكة المتحدة. وهي أصلية كما الأوراق النقدية التي يصدرها بنك إنجلترا. ورقة 10 جنيه إستراليني هي حاليًا ثاني أصغر فئة من الأوراق النقدية الصادرة عن بنك اسكتلندا. لا تسحب الأوراق النقدية الاسكتلندية بنفس الطريقة التي تسحب أوراق بنك إنجلتر بالتالي يمكن العثور على عدة إصدارات مختلفة من ورقة 10 جنيه إسترليني بنك اسكتلندا. تشجع لجنة المصرفيين الاسكتلنديين الجمهور أو استبدال الأوراق النقدية القديمة غير البوليمرية بالأوراق الجديدة المصدرة منذ 1 مارس 2018.
أصدرت سلسلة الذكرى المئوية الثالثة في عام 1995 وسميت بذلك نسبة إلى الذكرى الثلاثمائة لتأسيس البنك، على وجه كل أوراق السلسلة والتر سكوت. على ظهر ورقة 100 جنيه إسترليني صورة مبنى المقر الرئيسي للبنك وتمثيل لقطاع السياحة في اسكتلندا وثلاث دوائر على اليمين هم رمز بنك الكتان البريطاني (الذي اندمج مع بنك اسكتلندا في عام 1971)، وصليب ذهبي (جزء من شعار البنك) والسفينة (رمز بنك الاتحاد الاسكتلندي الذي اندمج مع بنك اسكتلندا في عام 1955.
أصدرت سلسلة الجسور في عام 2007، تغيير تصميم الظهر حيث أضيف Glenfinnan Viaduct. حدث النص وكبر حجم الأرقام لتساعد ضعاف البصر. أصدرت ورقة 10 جنيه إسترليني بوليمر في 10 أكتوبر 2017.

## الإصدارات
| السلسلة                | تاريخ الإصدار  | اللون | الحجم        | التصميم                                         |
| ---------------------- | -------------- | ----- | ------------ | ----------------------------------------------- |
| الذكرى المئوية الثالثة | 1995           | بني   | 142 × 75 ملم | الوجه: والتر سكوت؛ الظهر: قطاع التقطير والتخمير |
| الجسور                 | 17 سبتمبر 2007 | بني   | 142 × 75 ملم | الوجه: والتر سكوت؛ الظهر: Glenfinnan Viaduct    |
| البوليمر               | 10 أكتوبر 2017 | بني   | 132 × 69 ملم | الوجه: والتر سكوت؛ الظهر: Glenfinnan Viaduct    |

المعلومات مأخوذة من موقع لجنة المصرفيين الاسكتلنديين.

## روابط خارجية
- The Committee of Scottish Bankers website